# تلمبه علی‌آباد شرکا
تلمبه علی‌آباد شرکا یک منطقهٔ مسکونی در ایران است که در دهستان کشکوئیه واقع شده‌است.